# Équateur aux Jeux paralympiques
L'Équateur a participé pour la première fois aux Jeux paralympiques aux Jeux paralympiques d'été de 2012 à Londres et a remporté deux médailles : une médaille d'or grâce à Poleth Méndes en lancer du poids F20 et une de bronze grâce à Anaís Méndez au lancer du poids F20 aussi.